# Once in a Lifetime
"Onde in a Lifetime" é um single de 1991 feito por Frank Peterson do álbum Sadisfaction. A canção é cantada pela até então chamada  "The Sisters of Oz" (Susana Espelleta e Birgit Freud).

## Faixas
1. Once in a Lifetime (Versão Estendida)
2. Once in a Lifetime (L.A. Mix)
3. Once in a Lifetime (Versão para Rádio)

## VersõesCover
- Sarah Brightman gravou esta música em seu álbum de 1993 Dive, com uma letra diferente.
- Princessa gravou duas versões diferentes, uma em espanhol, chamada "Que te quiero", no álbum de mesmo título, e uma em inglês em seu álbum de 1999 "I Won't Forget You". As letras deste último foram retiradas da versão de Sarah Brightman.